# وانیلین
وانیلین (به انگلیسی: Vanillin) یک ترکیب شیمیایی با شناسه پاب‌کم ۱۱۸۳ است. شکل ظاهری این ترکیب، بلورهای سفید است.
وانیلین یک ترکیب آلی با فرمول C8H8O3 است. این ترکیب یک آلدهید فنولی است و شامل گروه‌های عاملی آلدهید، اتر و هیدروکسیل است.
وانیلین اولین ترکیبی است که از استخراج دانه‌های وانیل بدست می‌آید اما امروزه وانیلین سنتزی کاربرد بیشتری دارد و به عنوان طعم دهنده در غذاها، نوشیدنی‌ها و صنعت دارو به کار می‌رود.
اتیل وانیلین و وانیلین در صنعت غذایی کاربرد گسترده دارند. اتیل وانیلین گران‌تر از وانیلین است اما نسبت به وانیلین؛ تأثیر بیشتری در مقدار کمتر دارد و دلیل آن وجود گروه اتوکسی (−O−CH2CH3) در ساختار اتیل وانیلین به جای گروه عاملی متوکسی(−O−CH3) در وانیلین است.